# Lancia Megagamma
Lancia Megagamma – samochód koncepcyjny typu minivan, zaprojektowany i zaprezentowany w 1978 roku, jego premiera miała miejsce na Turin Motor Show. Samochód ten nigdy nie trafił do produkcji seryjnej, gdyż koncern FIAT uznał to za zbyt ryzykowne i nieopłacalne.
Model ten był protoplastą współczesnych aut typu minivan, pierwszym produkcyjnym autem tego typu był Nissan Prairie (1981), później pojawiły się takie modele jak Dodge Caravan, czy Renault Espace.
Lancia Megagamma wyposażona była w silnik SOHC o pojemności 2,5 litra i mocy 142 KM osiąganej przy 5400 obr./min oraz maksymalnym momencie obrotowym wynoszącym 209 Nm przy 3000 obr./min. Silnik znajdował się z przodu, a napęd przenoszony był na przednie koła. Samochód był oparty na płycie podłogowej Lancii Gammy.